# Analogue Bubblebath 3.1
Analogue Bubblebath 3.1 è l'ottavo EP pubblicato con lo pseudonimo AFX dal musicista Richard D. James. È una mini-raccolta dell'album Analogue Bubblebath 3, ed è stato pubblicato nel 1997 dalla Rephlex Records nel formato vinile 12 pollici. Non esistono copie in formato CD.
È composto da cinque tracce, molte composte nello stile acid house techno popolare in quel periodo.
Le tracce AB3 CD-9, AB3 CD-13 e AB3 CD-8 sono presenti nella versione CD di Analogue Bubblebath 3 rispettivamente come Cat 00897-Aa1, Cat 00897-A1 e Cat 00897-A2. La prima traccia sul lato B è il rumore di una vasca da bagno mentre si svuota, presente anche nella versione CD di Analogue Bubblebath 3.

## Tracce
Lato A
1. AB3 CD-9 – 5:06
2. AB3 CD-13 – 5:14

Durata totale: 10:20
Lato B
1. Untitled – 0:09
2. AB3 CD-8 – 4:05
3. Untitled – 2:26

Durata totale: 6:40